# Tredegar House
Tredegar House (gallois : Tŷ Tredegar) est un manoir de l'époque Charles II au XVIIe siècle situé à la limite sud-ouest de Newport, au Pays de Galles. Pendant plus de cinq cents ans, il abrite la famille Morgan, plus tard Lords Tredegar ; l'une des familles les plus puissantes et les plus influentes de la région. Décrite comme "la maison de campagne la plus grandiose et la plus exubérante"  du Monmouthshire et l'une des "maisons exceptionnelles de la période de restauration dans toute la Grande-Bretagne"  le manoir se dresse dans un jardin paysager réduit de 90 acres (0,3642170778 km2) (0,14 mille carré) formant la partie non résidentielle du parc Tredegar. La propriété est un bâtiment classé Grade I le 3 mars 1952  et est sous la garde du National Trust depuis mars 2012.

## Histoire
La partie la plus ancienne du bâtiment date de la fin du XVe siècle . La maison est à l'origine construite en pierre et a un statut suffisant pour accueillir Charles Ier. Entre 1664 et 1672, cependant, William Morgan décide de reconstruire la maison à plus grande échelle en brique rouge, à l'époque un matériau de construction rare au Pays de Galles. L'architecte de la maison agrandie n'est pas connu avec certitude, mais Newman suit la suggestion de Howard Colvin selon laquelle la conception est de Roger et William Hurlbutt, qui ont travaillé dans un style similaire à Ragley Hall et au château de Warwick . L'historien de l'architecture Peter Smith, écrivant dans son ouvrage Houses of the Welsh Countryside, appelle Tredegar, "la plus splendide maison en brique du XVIIe siècle au Pays de Galles".  Dans sa publication de 1882, l'historien local Octavius Morgan fournit un plan d'un labyrinthe de jardin complexe qui était en place avant les améliorations des années 1660 et qui datait probablement de l'époque de la reine Elizabeth Ire .

## Les Tredegar Morgan 1402–1951
Le nom de Tredegar vient de Tredegar Fawr, le nom du manoir ou siège des anciens Morgans, qui descendent de Cadifor le Grand, fils de Collwyn et les propriétaires du terrain sur lequel se trouve Tredegar. Le premier enregistrement d'une personne portant le nom de Morgan vivant à Tredegar est de 1402: un Llewellyn Ap Morgan. Tredegar House, située sur 90 acres qui reste paysagée à des fins ornementales, avec moins d'agriculture qu'au cours des siècles précédents, est la plus belle maison de restauration du Pays de Galles et pendant plus de cinq cents ans, le domaine (notamment le château de Ruperra) abrite la famille Morgan, plus tard lords Tredegar, l'une des familles les plus puissantes et les plus influentes de la région.
John Morgan est créé chevalier du Saint-Sépulcre (peut-être vers 1448). Plus tard, quand Henry Tudor est couronné roi Henry VII, Sir John reçoit une récompense pour son premier soutien et, le 7 novembre 1485, il est nommé par le nouveau roi au poste de «shérif de Wentloog et Newport» et nommé «intendant» du Machen Commote. Son élévation au rang d'officier de la couronne Tudor renforce le pouvoir de Sir John Morgan. Vers 1490, il commande la construction d'une nouvelle maison à Tredegar. Une aile du manoir en pierre de Sir John existe toujours. C'est maintenant la partie la plus ancienne de l'actuelle Tredegar House.
Une branche cadette des « Tredegar Morgans », probablement des neveux de Sir Thomas Morgan, comprennent trois frères, Thomas, Robert et Edward. Thomas devient le major-général Sir Thomas Morgan, 1er baronnet (1604-1679), sert dans les forces du Commonwealth pendant la guerre civile anglaise 1642-9, est nommé gouverneur de Gloucester en 1645, combat en Flandre, est blessé et en 1661 et prend sa retraite dans son domaine à Kinnersley, Herefordshire. Rappelé en 1665 pour devenir gouverneur de Jersey, il est mort à Saint-Hélier en avril 1679. Marié le 10 septembre 1632, il a neuf fils, dont l'aîné, Sir John Morgan, suit la profession de son père. Robert Morgan, (né vers 1615) devient fermier à Llanrumney, (Cardiff), à ne pas confondre avec Rhymney à environ 3 miles, de Tredegar, et est le père de Henry Morgan (né à Llanrumney Hall, Cardiff, qui fait carrière dans les Caraïbes comme corsaire et pirate). Edward Morgan est le colonel Edward Morgan (né vers 1616 - colonel après 1665), un royaliste pendant la guerre civile anglaise 1642-1649 et le capitaine général des forces royalistes dans le sud du Pays de Galles. Après l'arrestation et l'exécution du roi, il s'enfuit sur le continent et épouse Anna Petronilla, la fille du baron von Pöllnitz de Westphalie (gouverneur de Lippstadt, 20 milles (32,18688 km) est de Dortmund en Allemagne). Ils ont six enfants, deux fils et quatre filles (dont Anna Petronilla et Johanna). Il est nommé lieutenant-gouverneur de la Jamaïque 1664-1665.
Pendant la guerre civile après la bataille de Naseby, le roi Charles Ier visite Tredegar House en 1645. En 1661, William Morgan (décédé en 1680) reconstruit la maison à très grande échelle, avec l'aide de l'énorme dot de sa femme, Blanche Morgan. Leur fortune continue à prospérer au fil des générations, considérablement renforcée par la prévoyance et les entreprises commerciales de Sir Charles Gould tout au long du XVIIIe siècle. À la suite des succès financiers de son père, son fils développe plusieurs projets commerciaux et industriels et fait de Newport un important centre commercial. Tout en consolidant leur influence sur les questions politiques et économiques du pays, ils obtiennent un titre de baronnet en 1792 et une baronnie en 1859.
En 1854, Godfrey Morgan (1er vicomte Tredegar) participe et survit à la charge de la brigade légère à Balaclava. Godfrey a 22 ans et est capitaine du 17th Lancers. Son cheval, Sir Briggs, a également survécu et vit à Tredegar House jusqu'à sa mort à l'âge de 28 ans. Le cheval est enterré avec tous les honneurs militaires dans le Cedar Garden de Tredegar House. Le monument s'y dresse encore aujourd'hui. En 1905, Godfrey est créé le premier vicomte Tredegar. Il ne s'est jamais marié et à sa mort le domaine passe à son neveu Courtenay Morgan (1er vicomte Tredegar). En 1920, le Tredegar Park Polo Club est fondé à Tredegar House.
Plus tard, l'extravagance, les excentricités et les lourds droits de succession ont sérieusement épuisé les actifs financiers de la famille au cours des trois générations suivantes. John Morgan, 6e baron Tredegar est décédé sans enfant en 1962 à l'âge de 54 ans. Sa mort marque la fin des Morgans de Tredegar. En 1951, Tredegar House est vidé de son contenu qui est vendu aux enchères et le domaine est vendu.

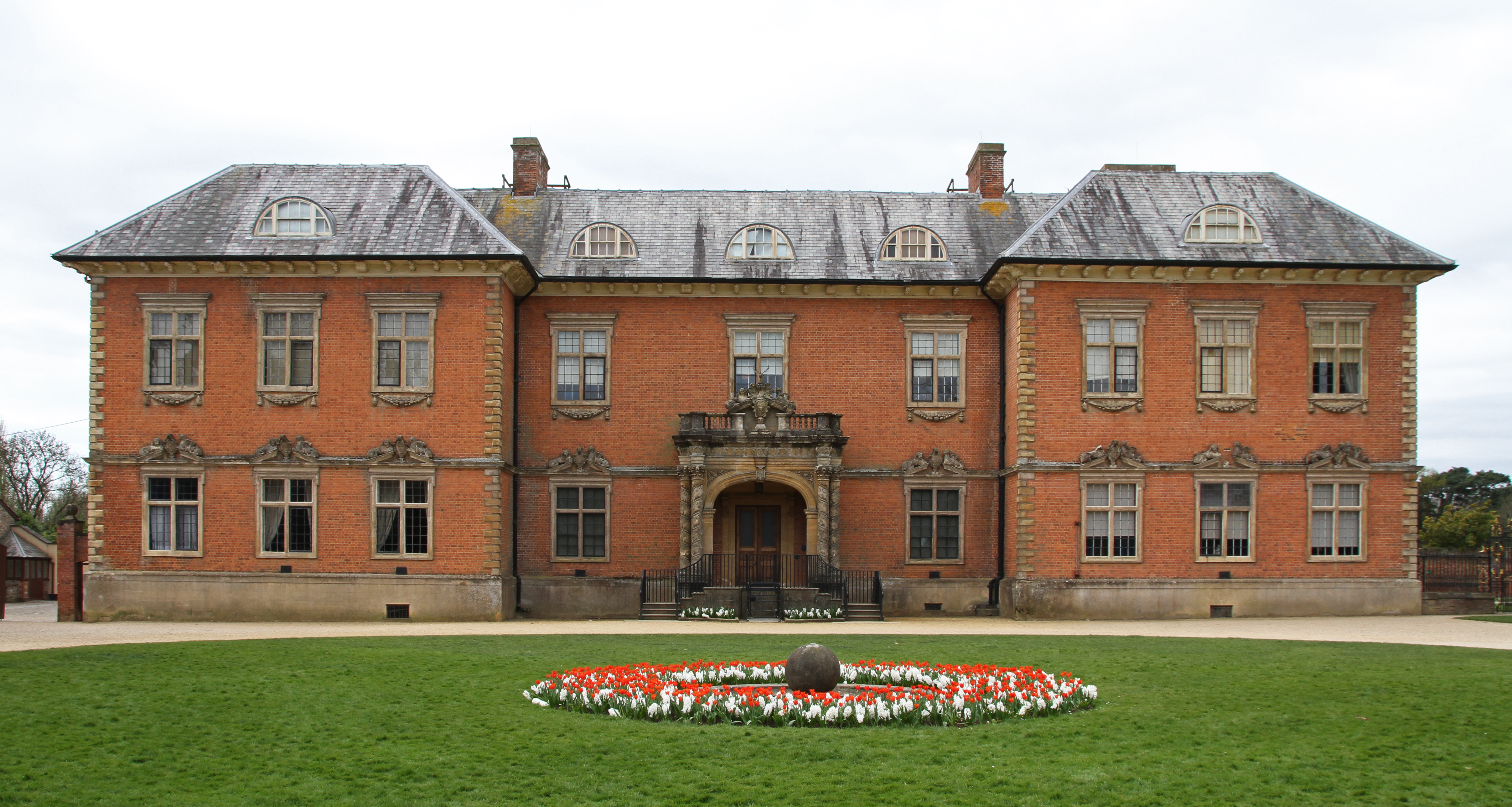
Entrée est

Après 1951, la maison est achetée par l'Église catholique et sert d'école conventuelle avec pensionnaires, plus tard l'école catholique romaine Saint-Joseph. Elle est achetée par le Newport Corporation Council en 1974, ce qui lui vaut son statut de "la plus grande maison du conseil de Grande-Bretagne" .
En décembre 2011, le National Trust signe un accord avec le conseil municipal de Newport pour prendre en charge la gestion du bâtiment, ainsi que les 90 acres de jardins et de parcs, sur un bail de 50 ans à partir de 2012.

## Tournage et événements
La Maison a servi de lieu de tournage à plusieurs reprises. En 2014, un épisode de l'Antiques Roadshow est filmé dans la propriété et l'extérieur en briques rouges de la maison figure désormais dans la séquence d'ouverture du programme.
Les séries télévisées Being Human, Da Vinci's Demons et The Hairy Bikers ont toutes utilisé la maison comme lieu. Depuis que le programme a été relancé en 2005, de nombreux épisodes de Doctor Who utilisent Tredegar House pour le tournage, notamment le spécial de Noël 2008 " The Next Doctor " et le spécial de Noël/Nouvel An 2009/2010 " The End of Time ".